# Спортивная жизнь (журнал)
«Спортивная жизнь» — всероссийский еженедельный иллюстрированный журнал авиации и спорта, издававшийся в Одессе.

## История
Первый номер журнала вышел в свет 30 октября 1910 года. Центральный материал журнала был посвящён Льву Мациевичу — российскому авиатору, разбившемуся 24 сентября (7 октября) 1910 года во время показательных полётов на Всероссийском празднике воздухоплавания в Санкт-Петербурге.
Издание отражало на своих страницах всё, что происходило в области авиации и всех отраслей спорта.
Журнал просуществовал недолго — до 23 апреля 1911 года, когда вышел в свет последний номер. Причиной этому послужил недостаток дальнейшего финансирования.

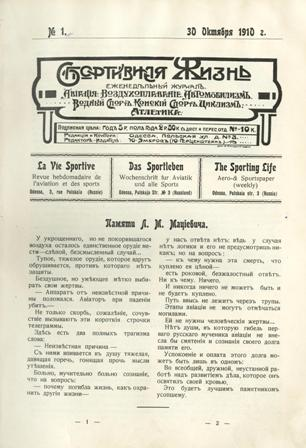
Страница первого номера журнала с центральным материалом, посвящённым Льву Мациевичу

### Программа журнала (дословно)
- Авиация
- Воздухоплавание
- Автомобилизм
- Атлетика
- Циклизм
- Водный спорт
- Конский спорт
- Рассказы
- Фельетоны
- Шахматы
- Театр и Зрелища
- Библиография

### Корсеть
Несмотря на то, что журнал издавался в Одессе сравнительно небольшим тиражом, редакция имела собственных корреспондентов в Париже, Мурмелоне, Лондоне, Берлине, Вене, Милане, Нью-Йорке, Санкт-Петербурге, Москве, Киеве и др.

## Кубок «Спортивной жизни»
Издание просуществовало недолго, но журнал успел реализовать исторический проект — учредил и провёл первый официальный чемпионат города по футболу, в котором приняли участие четыре клуба, а победителем — первым чемпионом Одессы по футболу — стала команда О.Б.А.К. По странной иронии судьбы, заключительный тур чемпионата состоялся 24 апреля — спустя день после выхода последнего номера.

## Главный редактор
- Ю. Эмброс (Ю. Герценштейн) (1910—1911)